# Selena (film)
Selena è un film biopic del 1997 scritto e diretto da Gregory Nava e incentrato sulla vita della cantante Selena.
Nel 2021 è stato scelto per la conservazione nel National Film Registry della Biblioteca del Congresso degli Stati Uniti in quanto "culturalmente storico e significativo".

## Trama
Il film ripercorre la vita e la carriera della cantante Selena, morta a soli 23 anni, nel 1995. Esso ci narra di come il padre abbia scoperto le doti canore di Selena quando aveva 10 anni e da lì Jennifer Lopez ne interpreta il ruolo, mentre vengono ricostruiti gli indimenticabili concerti della cantante, le liti familiari, il matrimonio con il chitarrista Chris Perez fino alla morte per mano di Yolanda Saldívar, responsabile del fan club e dei negozi a suo nome.

## Premi
- 1998 - Golden Globe
  - Candidatura per la migliore attrice in un film commedia o musicale a Jennifer Lopez
- 1998 - ALMA Award
  - Miglior film
  - Miglior attore a Edward James Olmos
  - Miglior attrice a Jennifer Lopez
  - Miglior regista latino a Gregory Nava
  - Candidatura per il miglior attore a Jon Seda
  - Candidatura per la miglior attrice a Jackie Guerra
- 1998 - Grammy Award
  - Best Instrumental Composition a Dave Grusin.
- 1998 - MTV Movie & TV Awards
  - Miglior performance rivelazione a Jennifer Lopez
- 1998 - Young Artist Award
  - Candidatura per la miglior performance in un film - Giovane attrice non protagonista a Rebecca Lee Meza

## Ambientazione
Lo svolgimento del film ha luogo a San Antonio, in Texas, Houston e Corpus Christi, la città dove Selena è morta e dove le è stata dedicata una statua in suo onore.